# BM25 Musudan
Pour les articles homonymes, voir Musudan et Nodong.
Le BM25 Musudan, aussi connu sous les noms de Nodong B en Corée du Sud, Rodong-B en Corée du Nord, Mirim et Taepodong-X est un missile balistique moyenne portée développé par la Corée du Nord.

## Historique
L'engin aurait été vu pour la première fois en 2007. Il a été montré pour la première fois en public le 10 octobre 2010 lors d'une parade pour le 65e anniversaire du Parti du travail de Corée, où des exemplaires ont défilé sur des transporteurs-érecteurs-lanceurs MAZ 12x12.
19 de ces missiles auraient été vendus à l'Iran dans les années 2000.
De fait, l'Iran produit depuis 2017 une version nationale de ce missile, nommée Khorramshahr.

## Caractéristiques

Portée estimée des missiles Nord-coréens.
En bleu marine le BM25 Musudan.
En pointillés verts le Taepodong-2.

Ce missile à carburant liquide est conçu depuis les années 2000 sur la base du missile soviétique embarqué sur sous-marins R-27 Zyb. En 2012, sa portée est estimée entre plus de 2 500 km et 3 000 km, pour une charge utile d'une tonne. Ses caractéristiques estimées sont les suivantes : masse de 16 tonnes, une longueur de 12 mètres, largeur d'1,5 m et guidage inertiel. 
Le Nodong constitue très probablement le 2e étage du missile balistique intercontinental nord-coréen Taepodong-2.
Il est transporté par un tracteur-érecteur-lanceur MAZ-547A/MAZ-7916.